# Lidingö (commune)
La commune de Lidingö est une commune suédoise du comté de Stockholm, dont le territoire s'étend sur la totalité de l'île de Lidingö, ainsi que les îles de Stora Höggarn (sv), Lilla Höggarn (sv), Duvholmen (sv) et Fjäderholmarna.

## Géographie
La commune s'étend sur 30,8 km2 (1er janvier 2016) et compte 48 162 habitants (31 décembre 2021). Son chef-lieu est la ville de Lidingö.
La commune borde la commune de Nacka au sud-est et au sud, la commune de Stockholm au sud-ouest, la commune de Danderyd au nord-ouest et la commune de Vaxholm au nord et à l'est, toutes situées dans le comté de Stockholm.
La frontière entre Lidingö et les communes de Stockholm s'étend dans une direction nord-sud à Lilla Värtan, à 350 mètres du quai de Ropsten. 
La municipalité comprend l'île de Lidingö et un certain nombre d'îles environnantes, dont Storholmen, Stora et Lilla Höggarn, Duvholmen, Strömsö, Stora Bergholmen, Lilla Bergholmen, Fogdholmen, Länsmansholmen, Fjäderholmarna et Svanholmen.

## Population
| 1950   | 1955   | 1960   | 1965   | 1970   |
| ------ | ------ | ------ | ------ | ------ |
| 20 798 | 24 338 | 29 473 | 34 165 | 36 174 |

| 1975   | 1980   | 1985   | 1990   | 1995   |
| ------ | ------ | ------ | ------ | ------ |
| 36 727 | 37 390 | 38 271 | 38 399 | 39 042 |

| 2000   | 2005   | 2010   | 2015   | 2020   |
| ------ | ------ | ------ | ------ | ------ |
| 40 584 | 41 892 | 44 017 | 46 302 | 48 005 |

## Localités
Les principales localités sont :
- Lidingö (ville) : 30 107 habitants.
- Brevik : 7 074 habitants.
- Sticklinge udde : 2 881 habitants.

Les autres localités sont : Bosön, Furutorp et Trolldalen.

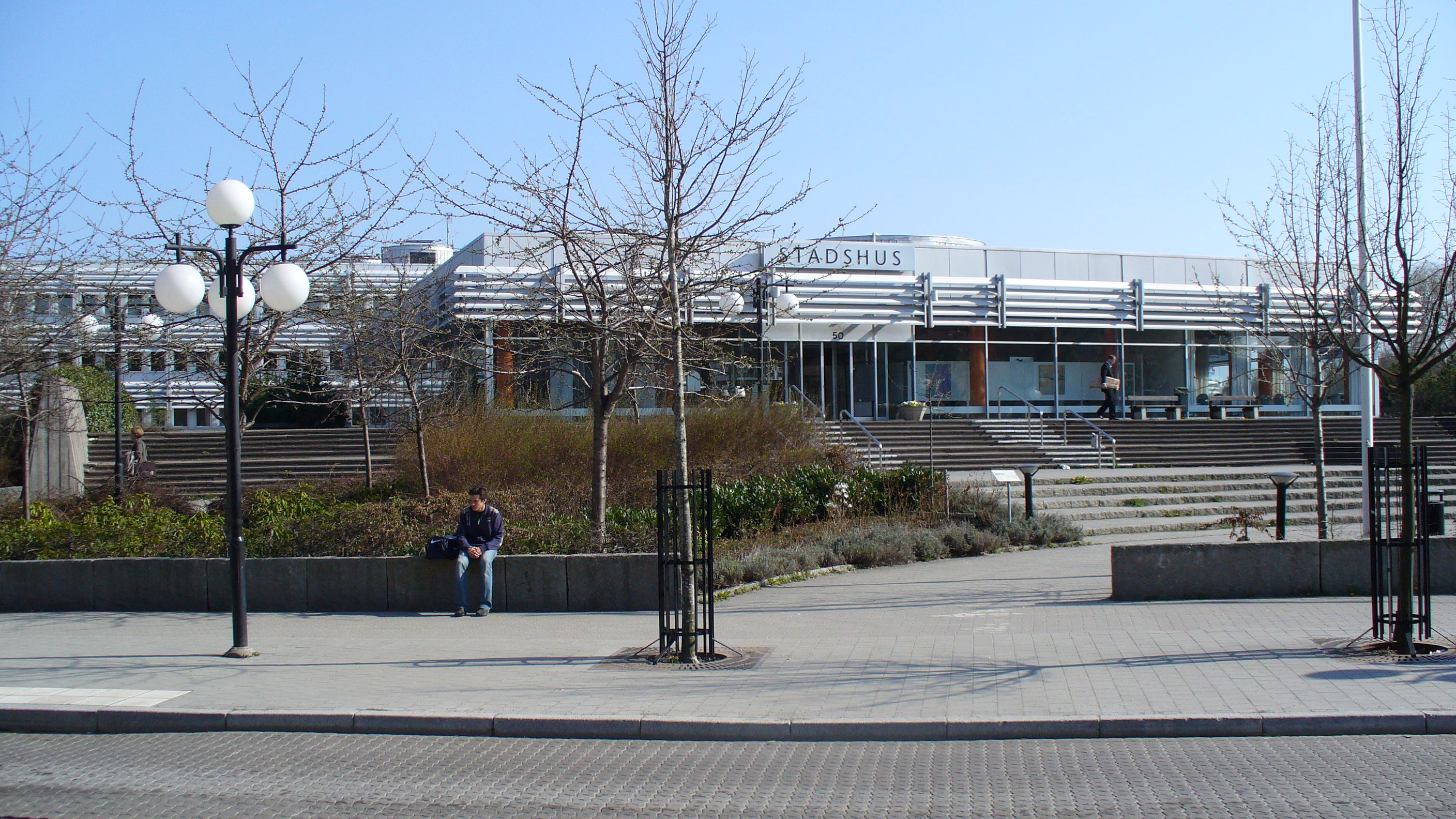
Hotel de ville de Lidingö.

## Jumelages
| Ville | Ville   | Pays | Pays       |
| ----- | ------- | ---- | ---------- |
|       | Alameda |      | États-Unis |
|       | Lohja   |      | Finlande   |
|       | Saldus  |      | Lettonie   |

## Galerie

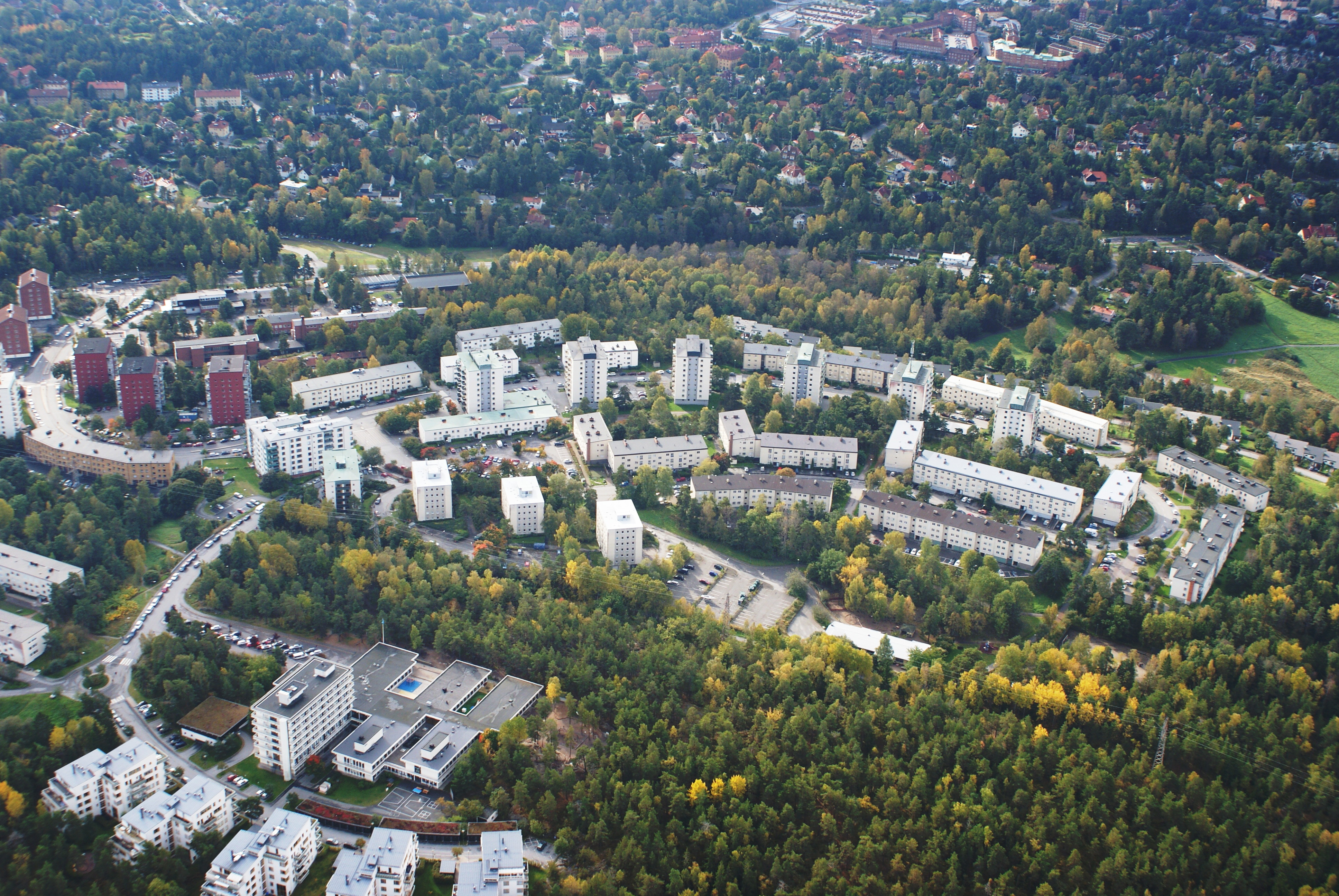
Näset à Lidingö.
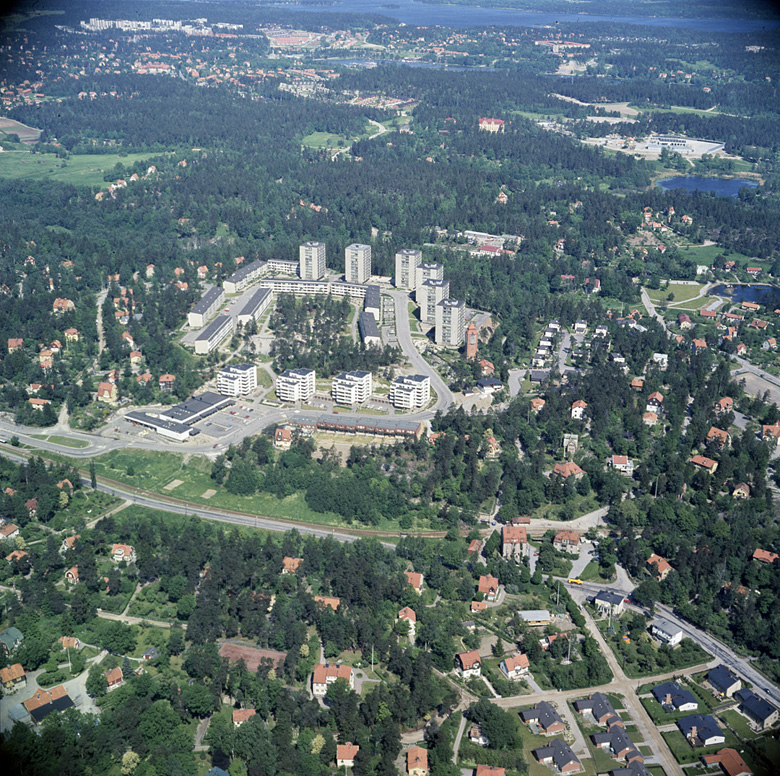
Skärsätra.
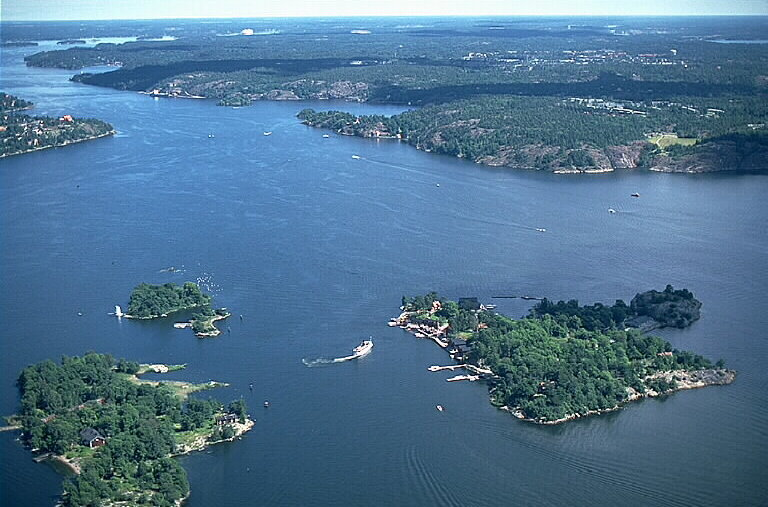
Fjäderholmarna.
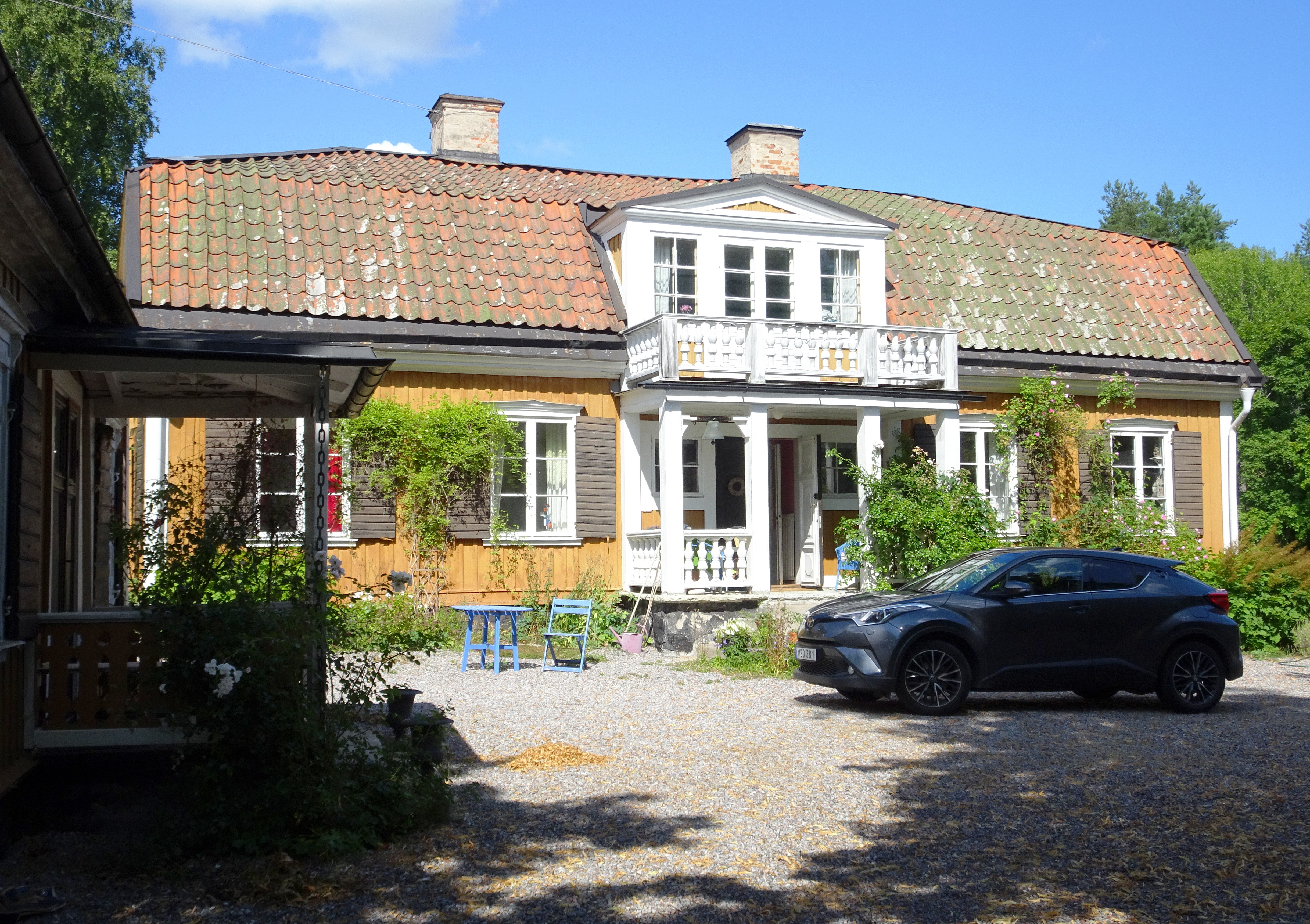
Rudboda gård.
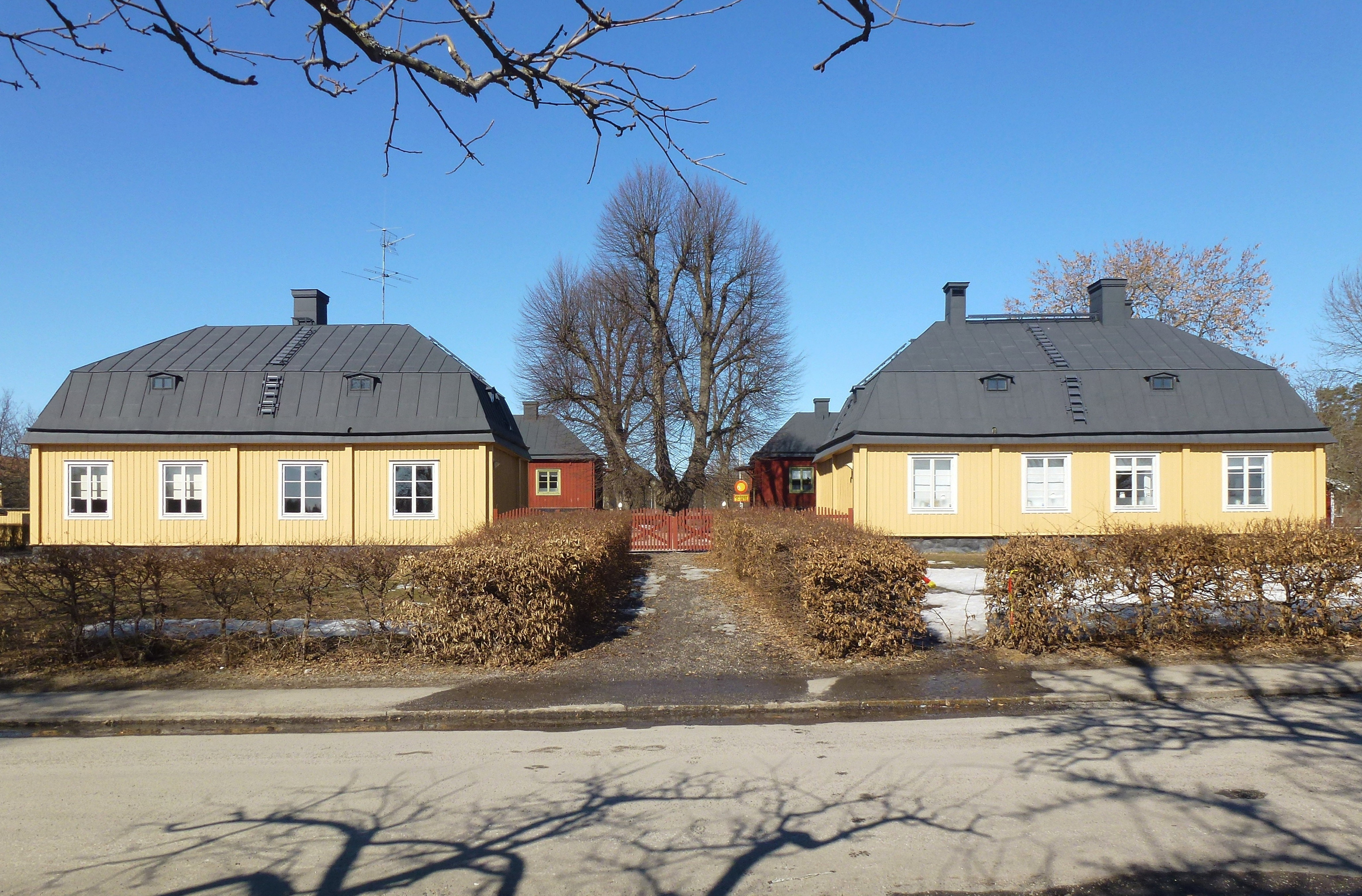
Bo gård.
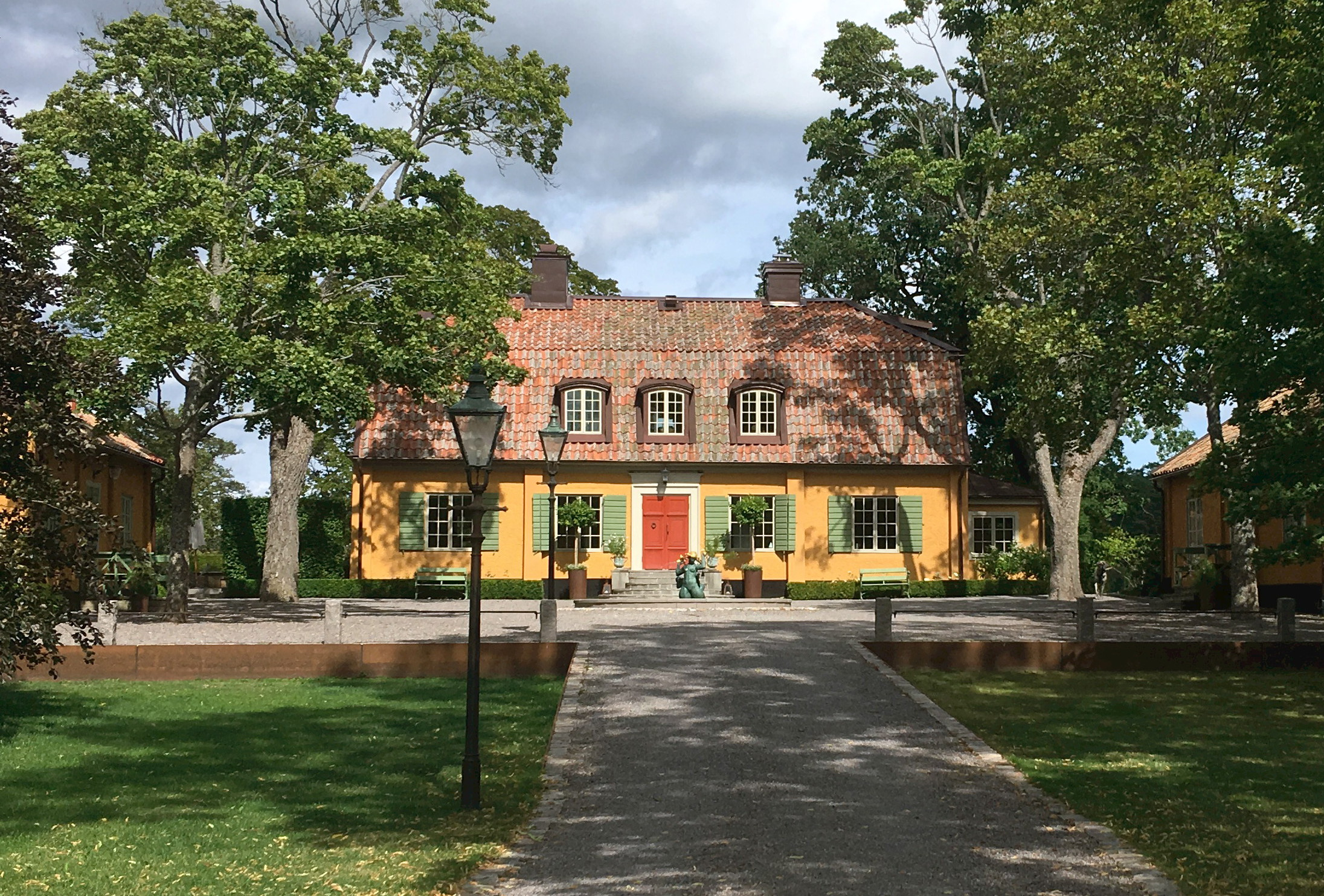
Ekholmsnäs gård.
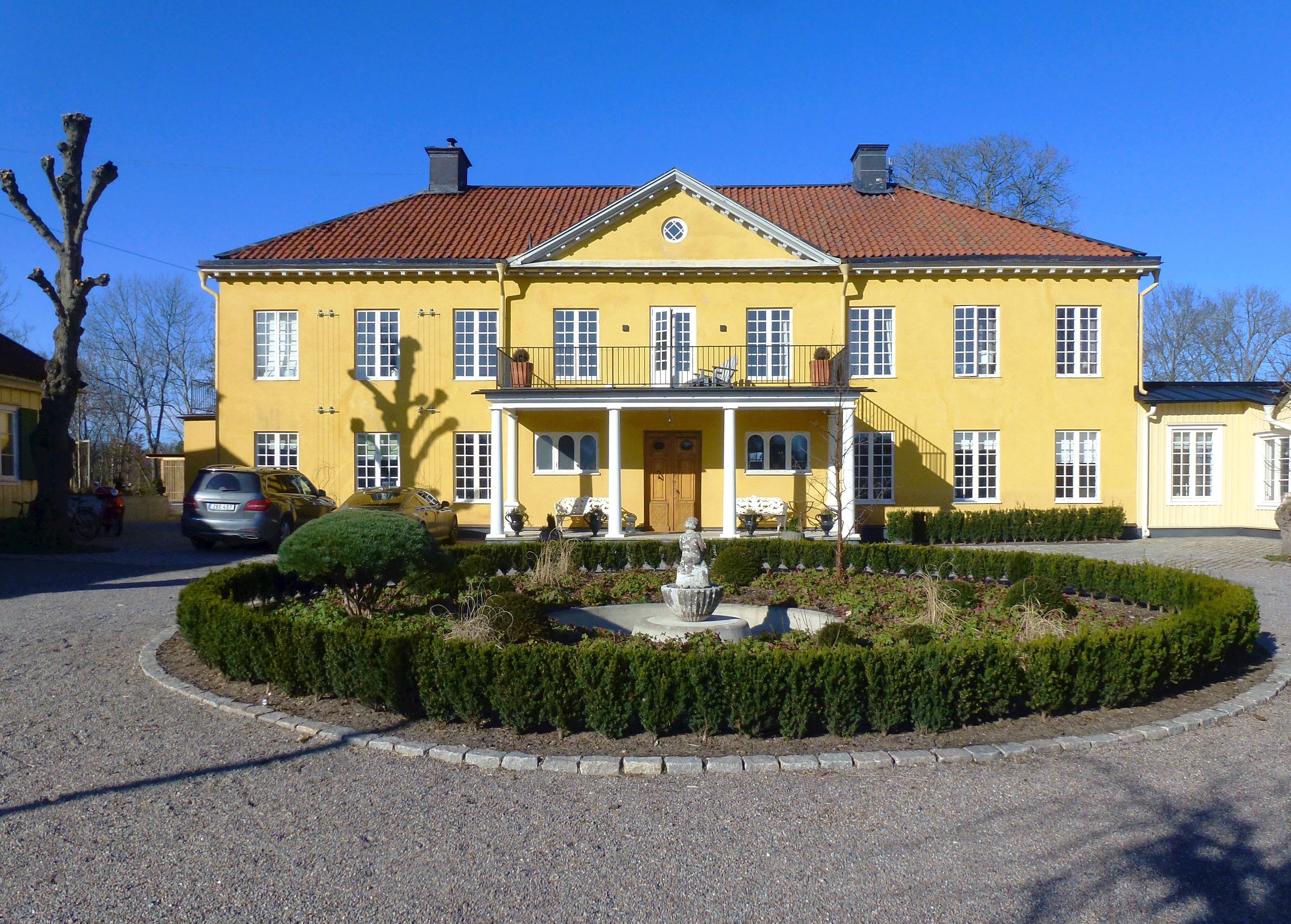
Hersby gård.
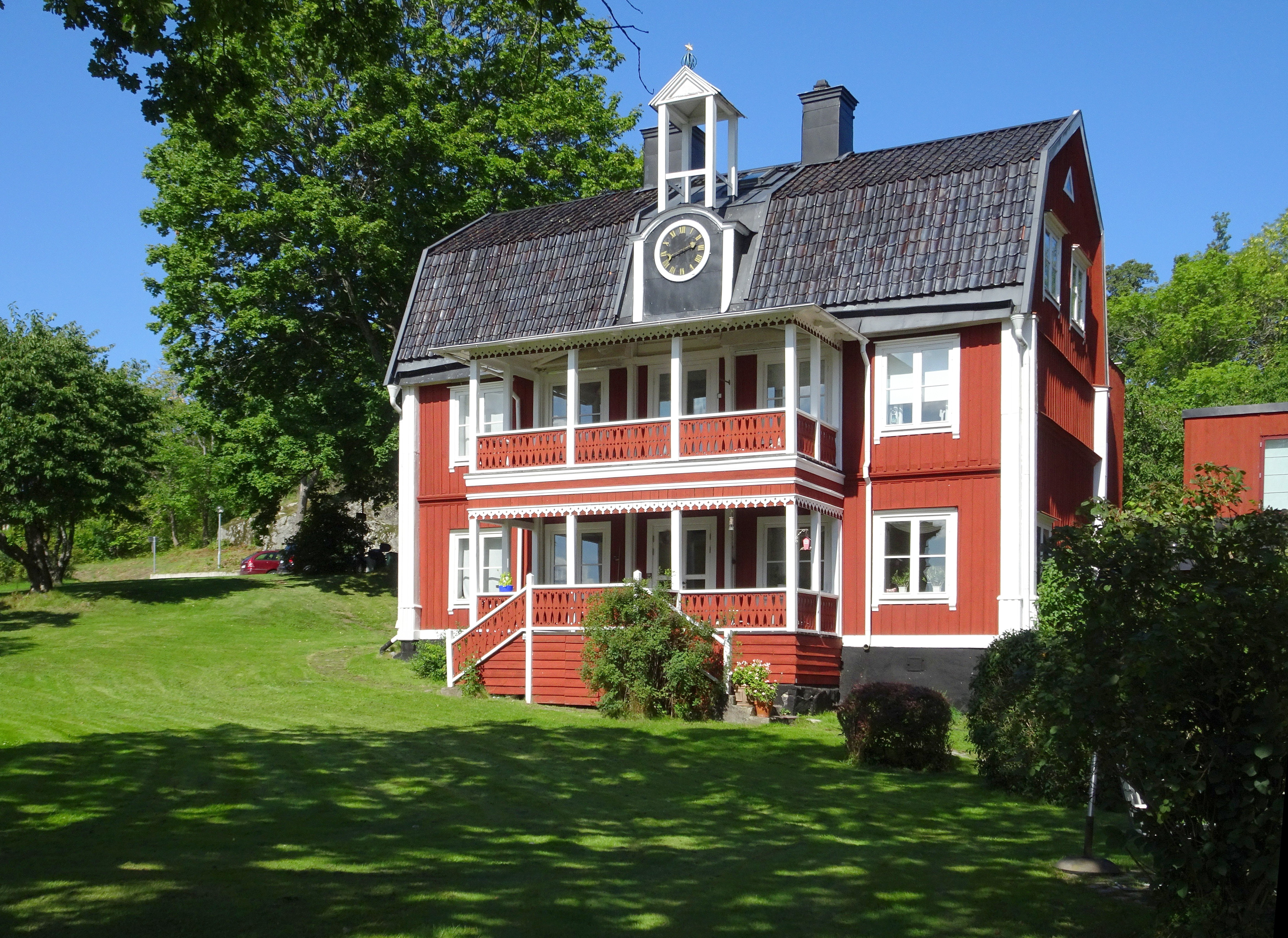
Mölna gård.
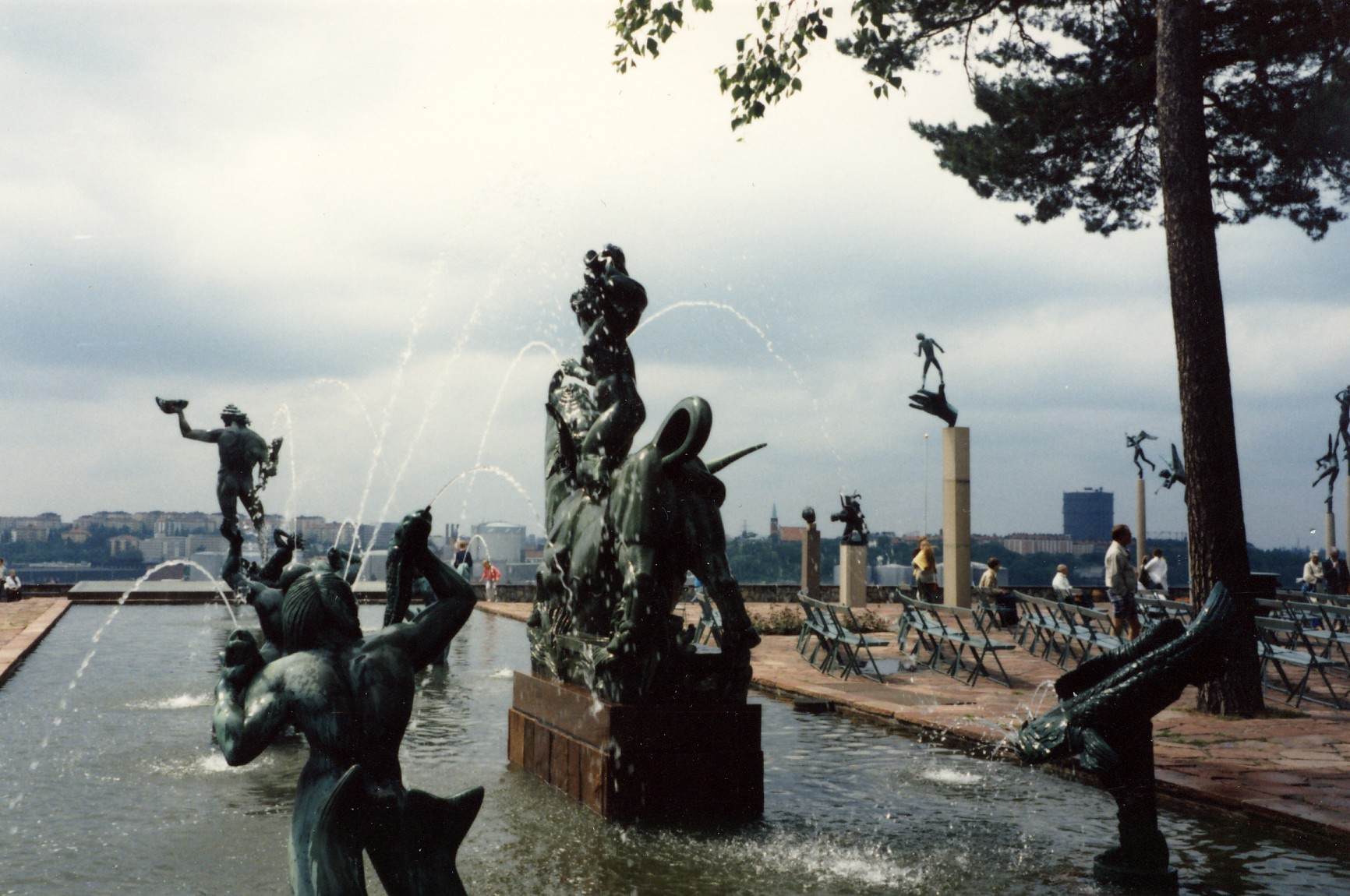
Millesgården.